# Liste d'attentats islamistes en France
Pour un article plus général, voir Chronologie des actes terroristes en France.

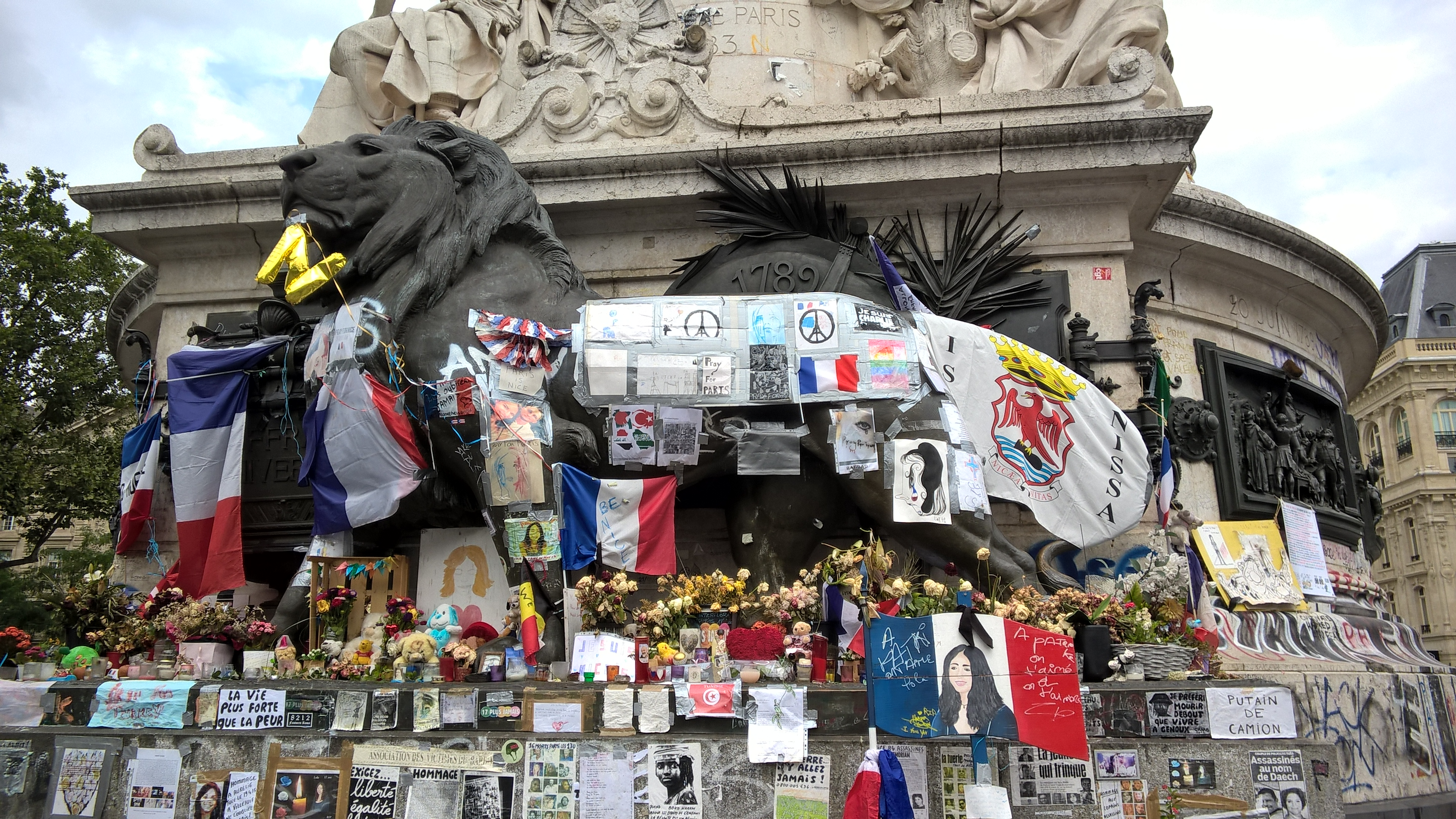
Hommages aux victimes de l'attentat du 14 juillet 2016 à Nice, revendiqué par l'État islamique, sur le Monument à la République à Paris.

Cette page recense les attentats islamistes perpétrés en France, manifestations du terrorisme islamiste en France, au nombre d'environ 73.   
On distingue quatre grandes vagues d'attentats :  
- une serie d'attaque entre 1980 et 1986 menée par le Hezbollah et l'Iran (16 morts),  
- une autre entre 1994 et 1996 menée par le Groupe islamique armé (17 morts),  
- une vague depuis 2012 et encore en cours, caractérisés par des attaques à l'arme blanche de musulmans agissant de leur propre chef (38 morts) 
- Une série de tueries de masse, entre 2015 et 2018 menée principalement par Al-Qaïda et l’État islamique (249 morts)  
En prenant en compte l'ensemble des attaques, majorité des victimes sont des civils tués lors de tueries de masse indiscriminées, mais un certain nombre d'attaques visent des représentants des forces de l’ordre françaises (militaires et policiers), des membres de la communauté juive ou chrétienne, des journalistes et des professeurs.
La France est, selon une étude internationale publiée en juin 2017, le pays le plus touché par les attentats islamistes commis en Europe et en Amérique du Nord depuis la proclamation du « califat » de l'État islamique, le 29 juin 2014.
Selon Gilles Kepel, la vague d'attaques au couteau frappant la France depuis 2012 serait inspirée par l'idéologue Abou Moussab al-Souri, qui recommanderait la guerre civile en Europe menée par la jeunesse musulmane qui devrait être préparée à « enclencher la dislocation finale de l’Occident, préalable au triomphe mondial de l’islam »,. Plutôt que de frapper les États-Unis, Abou Moussab al-Souri préconise de viser l'Europe, « ventre mou » de l'Occident, afin de provoquer des réactions islamophobes qui pousseraient les musulmans européens à rejoindre les rangs djihadistes. Pour le journaliste Éric Leser, « Selon Abou Moussab al-Souri, il faut viser les juifs, les policiers, les militaires, les églises, les grands événements sportifs et culturels. Il faut dresser les populations contre les musulmans et contraindre ainsi ces derniers à choisir un camp ». 

## Années 1980
| Date            | Type       | Morts | Blessés | Lieu et description |
| --------------- | ---------- | ----- | ------- | --- |
| 18 juillet 1980 | assassinat | 2     | 3       | attentat à Neuilly-sur-Seine contre Chapour Bakhtiar, ancien premier ministre iranien : deux morts et trois blessés, revendiqué en 2025 par le ministre du Corps des gardiens de la révolution islamique,. |
| 11 août 1982    | Bombe      |       | 5       | Attaque à la voiture piégée devant l'ambassade d'Irak à Paris revendiqué par le Mouvement de l'Action Islamique d'Irak.                                                                                    |
| 7 juillet 1984  | Assassinat | 2     |         | Assassinat du général Gholam Ali Oveissi à Paris, revendiqué par l'Organisation du Jihad islamique. |
| 7 décembre 1985 | Bombe      |       | 43      | Attentat aux Galeries Lafayette et au Printemps Haussmann à Paris |

Entre fin décembre 1985 et septembre 1986, quatorze attaques à la bombe sont perpétrées à Paris et sur la ligne ferroviaire Paris-Lyon, au cours desquelles treize personnes perdent la vie et plus de 300 autres sont blessées. Ces attentats sont organisés par le Comité de solidarité avec les prisonniers politiques arabes et du Proche-Orient mené par Fouad Ali Saleh, terroriste du Hezbollah.
Voici la liste exhaustive des attaques, ainsi que leur bilan.
| Date              | Type  | Morts | Blessés | Lieu et description                                                                                         |
| ----------------- | ----- | ----- | ------- | --- |
| 3 février 1986    | Bombe | 1     | 8       | Galerie marchande de l'Hôtel Claridge, rue des Champs-Élysées à Paris.                                      |
| 3 février 1986    | Bombe |       |         | Un engin explosif est découvert dans les toilettes du 3e étage de la Tour Eiffel à Paris. Il n'explose pas. |
| 4 février 1986    | Bombe |       | 5       | Librairie Gibert Jeune à Paris.                                                                             |
| 5 février 1986    | Bombe |       | 22      | Magasin FNAC du Forum des Halles à Paris.                                                                   |
| 17 mars 1986      | Bombe |       | 9       | Attaque contre un train sur la ligne ferroviaire Paris-Lyon                                                 |
| 17 mars 1986      | Bombe |       |         | Un engin explosif est découvert sur le quai du RER à Gare de Lyon à Paris. Il n'explose pas.                |
| 20 mars 1986      | Bombe |       |         | Un engin explosif est découvert à la station de RER de Châtelet à Paris. Il n'explose pas.                  |
| 20 mars 1986      | Bombe | 2     | 29      | Librairie Gibert Jeune à Paris                                                                              |
| 8 septembre 1986  | Bombe | 1     | 21      | Bureau de poste de l'hôtel de Ville de Paris                                                                |
| 12 septembre 1986 | Bombe |       | 54      | Cafétéria Casino du centre commercial de la Défense.                                                        |
| 14 septembre 1986 | Bombe | 3     | 1       | Pub Renault à Paris.                                                                                        |
| 15 septembre 1986 | Bombe | 1     | 56      | Service des permis de conduire de la préfecture de police de Paris.                                         |
| 17 septembre 1986 | Bombe | 7     | 55      | Attentat de la rue de Rennes à Paris                                                                        |

## Années 1990
Entre décembre 1994 et décembre 1996, le Groupe islamique armé va perpétrer onze attaques sur le sol français, au cours desquelles douze personnes perdent la vie et plus de 300 autres sont blessées.
| Date                | Type          | Morts | Blessés | Lieu et description |
| ------------------- | ------------- | ----- | ------- | --- |
| 6 août 1991         | assassinat    | 2     |         | assassinat de Chapour Bakhtiar et de son secrétaire à Suresnes. |
| 24-26 décembre 1994 | prise d'otage | 3     | 25      | Abdul Abdallah Yahia, Mustafa Chekienne, Makhlouf Benguetaff et Salim Layadila organisent la prise d'otages du vol Air France 8969 qui se solde par un assaut du GIGN. |

La France est particulièrement frappée par une série d'attentats en 1995, organisée par une cellule constituée de Ali Touchent, cerveau présumé du groupe, de l'artificier Boualem Bensaïd, des poseurs de bombe Khaled Kelkal et Smaïn Aït Ali Belkacem et financée par Rachid Ramda.
| Date             | Type       | Morts | Blessés    | Lieu et description                                                                              |
| ---------------- | ---------- | ----- | ---------- | ------------------------------------------------------------------------------------------------ |
| 11 juillet 1995  | assassinat |       | 2          | Abdelbaki Sahraoui et son secrétaire sont abattus dans la mosquée de la rue Myrha.               |
| 25 juillet 1995  | Bombe      | 8     | 117        | Attaque à la bombe de la gare de Saint-Michel de RER.                                            |
| 17 août 1995     | Bombe      |       | 16         | Explosion d'une bombe près de la place Charles de Gaulle à Paris.                                |
| 26 août 1995     | Bombe      |       |            | Un engin explosif destiné à faire dérailler un TGV est découvert à Cailloux-sur-Fontaines.       |
| 3 septembre 1995 | Bombe      |       | 4          | Explosion d'une bombe sur le marché du boulevard Richard Lenoir à Paris.                         |
| 4 septembre 1995 | Bombe      |       |            | Un engin explosif est découvert dans des toilettes publiques de la place Charles-Vallin à Paris. |
| 7 septembre 1995 | Bombe      |       | 14         | Explosion d'une bombe à proximité d'une école juive de Villeurbanne.                             |
| 6 octobre 1995   | Bombe      |       | 12         | Explosion d'une bombe près de la station de métro Maison-Blanche à Paris.                        |
| 17 octobre 1995  | Bombe      |       | environ 30 | Explosion d'une bombe dans une rame du RER C à Paris.                                            |

Marquant un début d'accalmie après la vague sans précédent de l'année 1995, l'attentat à la gare de Port-Royal du RER B est le dernier attentat islamiste du XXe siècle en France. Toutefois, moins de deux ans plus tard, un important complot visant la Coupe du monde de football 1998 est déjoué et près d'une centaine de membres du Groupe islamique armé sont arrêtés dans toute l'Europe.
| Date            | Type  | Morts | Blessés | Lieu et description                       |
| --------------- | ----- | ----- | ------- | ----------------------------------------- |
| 3 décembre 1996 | Bombe | 4     | 91      | Attentat à la gare de Port-Royal du RER B |

## Années 2000
- 26 décembre 2000, le projet d'attentat de la cathédrale de Strasbourg est déjoué. Un total de quatorze suspects, liés  au Groupe salafiste pour la prédication et le combat et à Al-Qaïda, seront reconnus coupables[22].
- 8 octobre 2004, une bombe explose devant l'ambassade d'Indonésie à Paris. On dénombre dix blessés. Le Front islamique français armé revendique l'attentat[23].

## Années 2010

### 2012

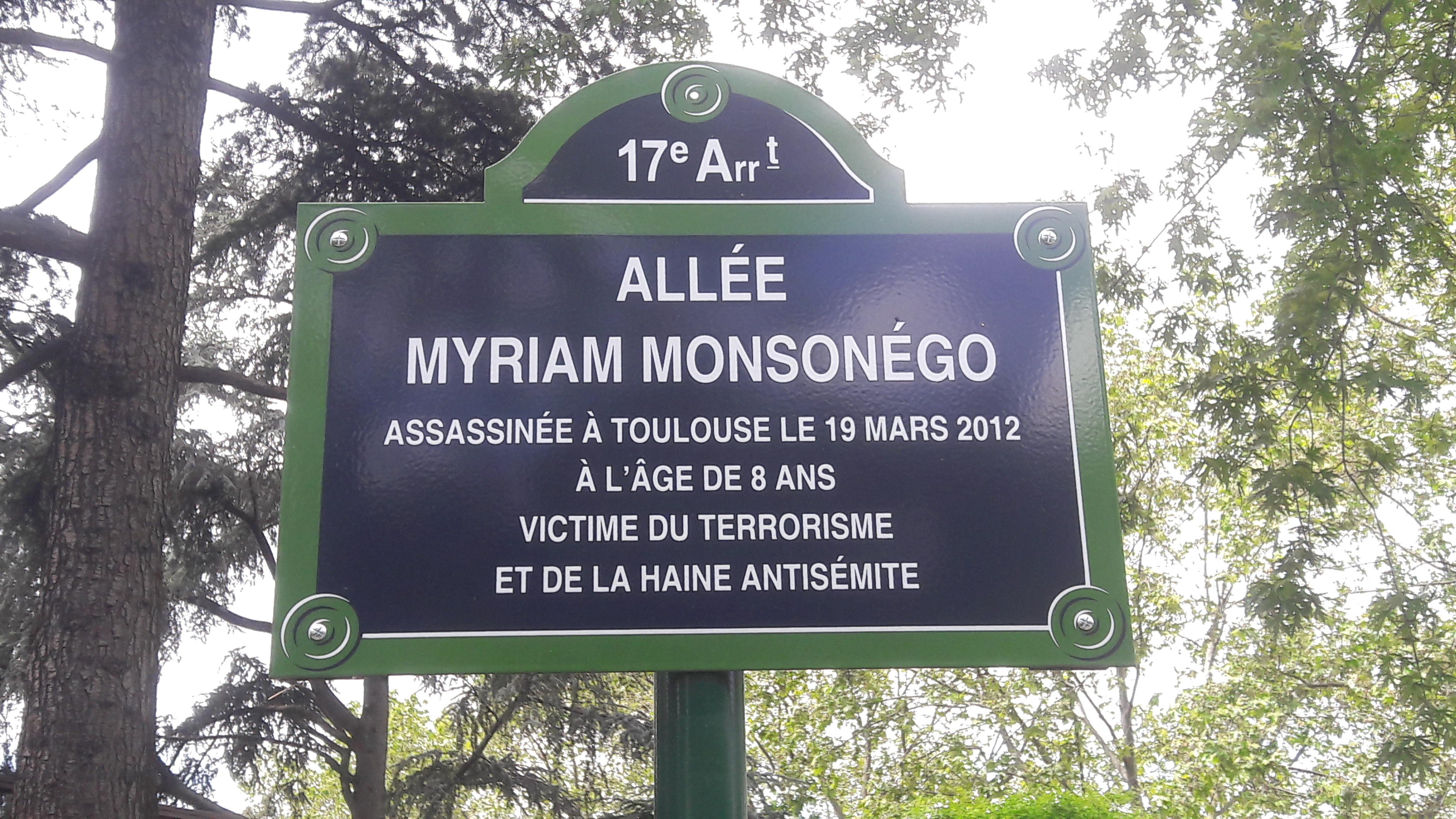
Plaque à Paris en hommage à l'écolière juive Myriam Monsonégo, 8 ans, assassinée le 19 mars 2012 par Mohammed Merah lors des tueries à Toulouse et Montauban.

- En mars 2012, tueries à Toulouse et Montauban faisant sept morts dont trois enfants et six blessés.
  - 11 mars : Mohammed Merah assassine un militaire à Toulouse
  - 15 mars : Mohammed Merah assassine deux militaires et en blesse un autre à Montauban
  - 19 mars : Mohammed Merah assassine à bout portant un père et ses deux petits garçons, ainsi qu'une fillette de 8 ans arrachée des bras de sa mère dans la cour d'une école juive de Toulouse. Il fait également un blessé grave. Il est abattu le 22 mars par le RAID. Son frère sera condamné à trente ans de réclusion pour complicité.
- 19 septembre 2012 : Jérémie Louis Sidney et Jérémie Bailly, membres de la cellule Cannes-Torcy, blessent une personne en lançant une grenade dans une épicerie juive de Sarcelles. Le premier est abattu par la police et le second condamné à 28 ans de prison, au cours d'un procès où 18 membres de la cellule seront reconnus coupables[24].

### 2013
- Le 25 mai 2013, un extrémiste islamiste armé d'un couteau attaque et blesse un militaire français dans l'attentat de 2013 à La Défense[25]. Il est déclaré irresponsable pénalement et interné d'office[26].

### 2014
- Le 20 décembre 2014, attaque contre un commissariat de Joué-lès-Tours. Un homme criant « Allahu akbar » attaque un poste de police avec un couteau. Il blesse trois policiers avant d'être abattu[27],[28],[29].

### 2015

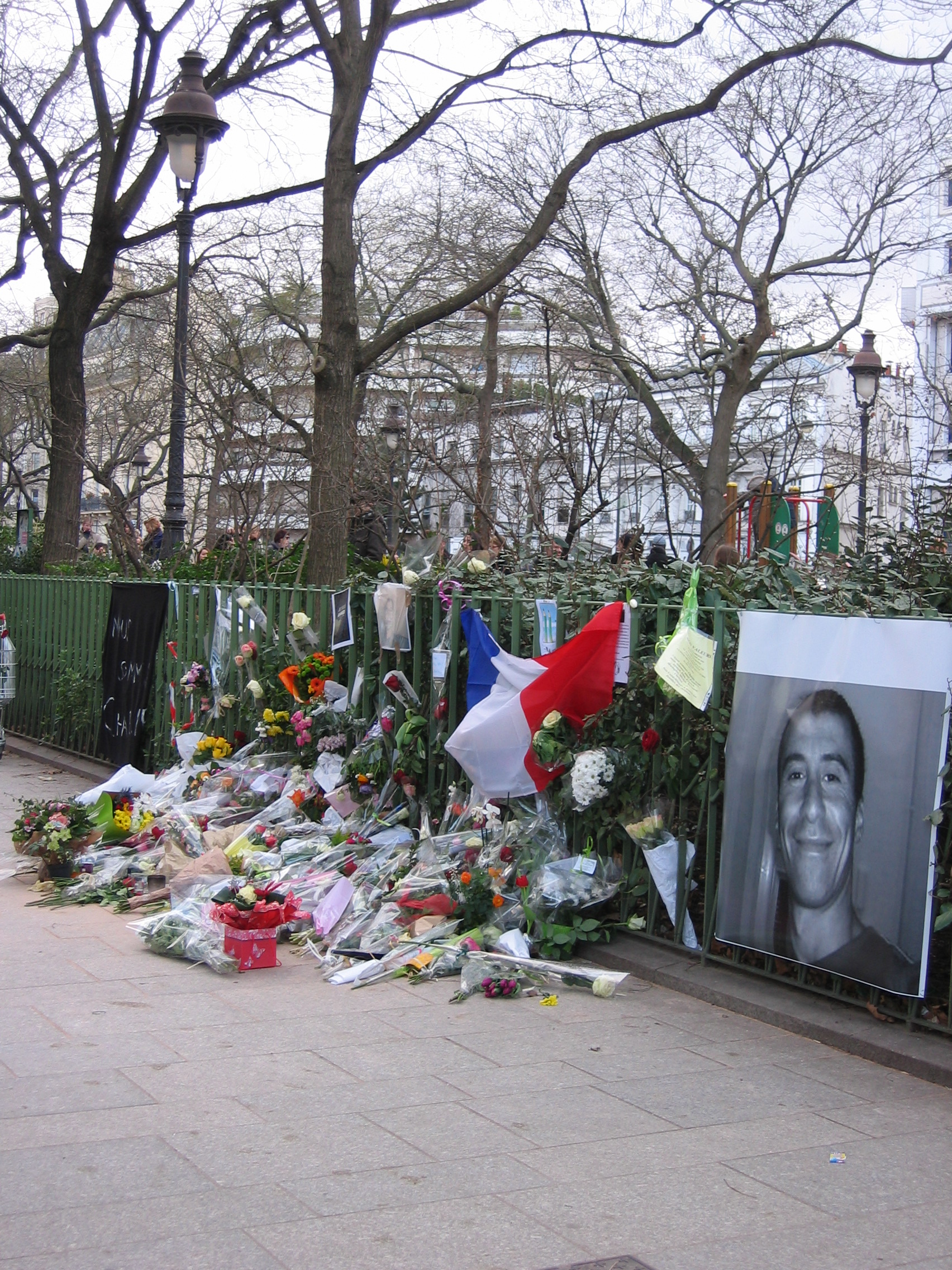
Boulevard Richard-Lenoir, à l’endroit où a été assassiné le policier Ahmed Merabet lors des attentats de 2015.

- Du 7 au 9 janvier 2015, une série d'attaques terroristes islamistes vise le comité de rédaction du journal Charlie Hebdo, des policiers (Ahmed Merabet et Clarissa Jean-Philippe) et des Français de confession juive fréquentant une supérette cacher à la porte de Vincennes, pris en otage. Dix-sept personnes sont tuées et vingt sont blessées ; les trois terroristes sont abattus par les forces de l'ordre le 9 janvier, dont les frères Kouachi, notamment influencés par Peter Cherif qui sera condamné à la prison à vie.
- Le 3 février 2015, trois militaires en faction devant un centre communautaire juif à Nice sont agressés au couteau par Moussa Coulibaly[30], demeurant à Mantes-la-Jolie (Yvelines). Il exprime en garde à vue sa haine de la France, de la police, des militaires et des Juifs. Condamné à trente ans de prison, il meurt après dix ans d'incarcération.
- Le 19 avril 2015, attentat manqué contre des églises de Villejuif. Une femme de 32 ans (Aurélie Châtelain) est assassinée par Sid Ahmed Ghlam, un étudiant algérien de 24 ans qui prévoyait un attentat dans des églises de Villejuif, le projet de ce dernier ayant été déjoué peu de temps après[31]. Un total de huit accusés sont jugés et Ghlam est condamné à la prison à vie.
- Le 26 juin 2015, attentat de Saint-Quentin-Fallavier en Isère, un mort décapité (Hervé Cornara, 55 ans) et deux blessés[32]. Brandissant un drapeau islamiste, un homme conduit son véhicule contre des bonbonnes de gaz stockées dans la cour de la filiale française du groupe américain Air Products. L'accusé se suicide avant son procès.
- Le 21 août 2015, attentat du train Thalys sur la ligne reliant Amsterdam à Paris, mené par un ressortissant marocain Ayoub El Khazzani, influencé par Abdelhamid Abaaoud et déjoué par plusieurs passagers, on compte 3 blessés[33]. El Khazzani est condamné à la prison à vie.
- Le 13 novembre 2015, une série de sept attaques, à Paris et en Seine-Saint-Denis (Stade de France, rues des 10e et 11e arrondissements, et Bataclan), perpétrée par dix terroristes avec au moins une vingtaine de complices, provoque la mort de 131 personnes et fait 413 blessés, dont 99 dans un état très grave. Ces tueries sont revendiquées par l’État islamique. Planifié depuis la Syrie, c'est l'attentat de plus meurtrier jamais réalisé en France. Salah Abdeslam, seul survivant du commando, sera condamné à la perpétuité incompressible.

### 2016

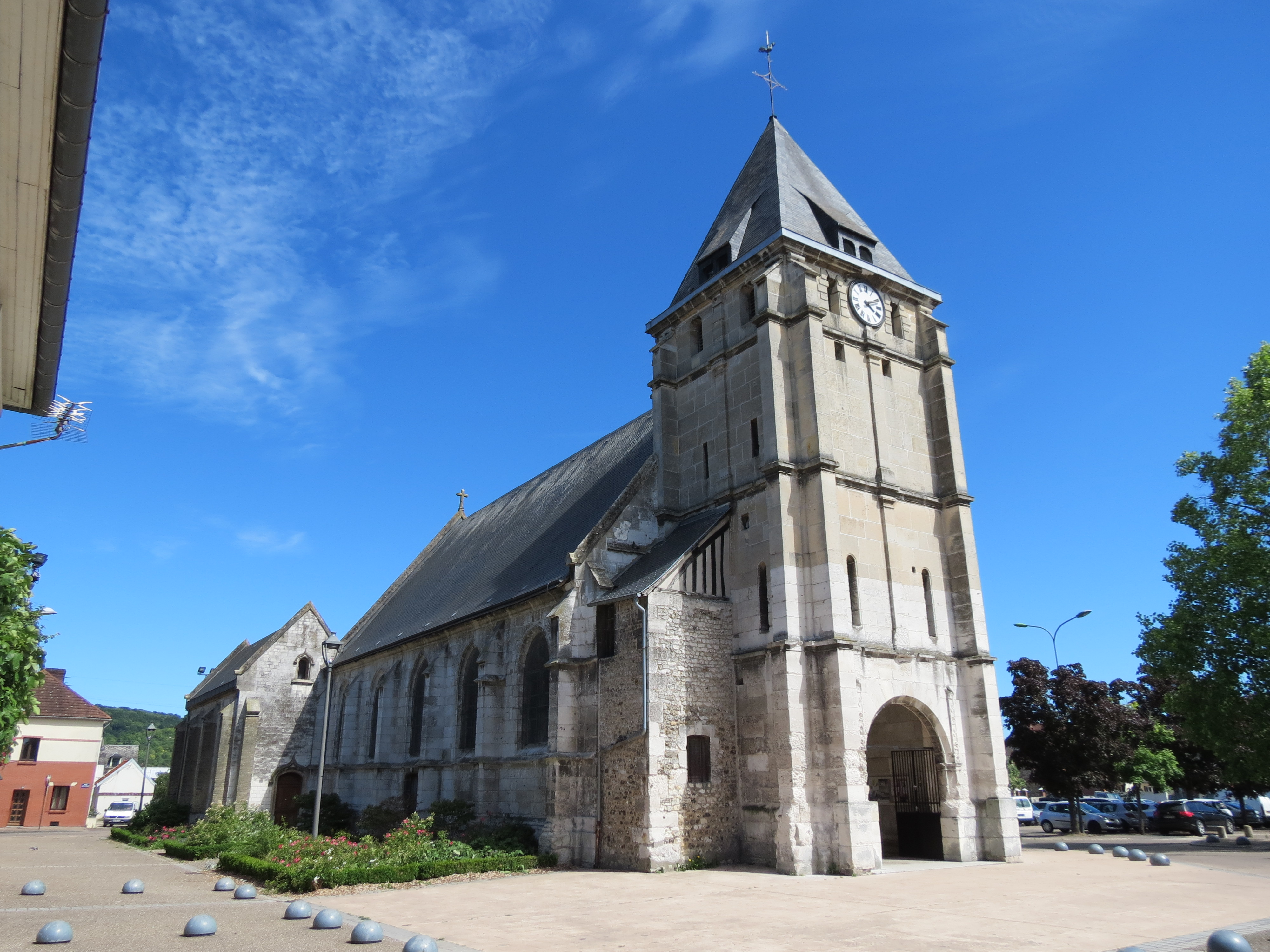
Lieu de l'attentat de l'église de Saint-Étienne-du-Rouvray.

- Le 7 janvier 2016, un islamiste marocain portant une fausse ceinture explosif attaque des policiers à l'aide d'un couperet à viande ; il est abattu. Il s’agit d’un ressortissant marocain né en 1995 à Casablanca, mis en cause pour vol en 2013[34].
- Le 11 janvier 2016, un adolescent turc âgé de 15 ans agresse à la machette un enseignant juif portant une kippa. Le blessé[35] parvient à se défendre en parant les coups avec un exemplaire de la Torah. L’auteur dit avoir agi « au nom d’Allah » et de l’organisation État islamique. En mars 2017, l'agresseur est condamné à sept ans de prison et cinq ans de suivi socio-judiciaire dans ce qui est le premier procès terroriste criminel devant le tribunal pour enfants de Paris[36].
- Le 13 juin 2016, double meurtre à Magnanville. Un commandant de police et sa compagne, fonctionnaire du ministère de l’intérieur (Jean-Baptiste Salvaing et Jessica Schneider), sont assassinés devant leur domicile et devant leur enfant en bas âge, à Magnanville par Larossi Abballa. L'attentat est revendiqué par l'organisation État islamique[37]. L'assassin est abattu par la police mais son complice sera condamné à la prison à vie en appel.
- Le 14 juillet 2016 à Nice, le jour de la fête nationale, un Tunisien, Mohamed Lahouaiej-Bouhlel, fonce dans la foule venue voir le feu d'artifice au volant d'un camion sur la promenade des Anglais, tuant 86 personnes et en blessant 458, avant d'être abattu par les forces de l'ordre[38]. L'État islamique revendique cet acte[39]. Deux amis du terroriste sont reconnus coupables d'association de malfaiteurs terroriste et condamnés à 18 ans de prison[40].
- Le 26 juillet 2016, lors d'une messe, deux islamistes munis d'armes blanches prennent en otages plusieurs chrétiens dans l’église de Saint-Étienne-du-Rouvray, près de Rouen. Le père Hamel prêtre de la paroisse catholique est égorgé, et un paroissien est blessé. Les deux terroristes sont abattus par les forces de l'ordre, l'un d'eux, Adel Kermiche, était fiché S[41],[42]. L'attentat est revendiqué via Amaq, l'agence de presse de l’État islamique[43]. Trois proches des terroristes sont reconnus coupables d'association de malfaiteurs terroriste et condamnés de huit à treize ans de prison.
- Le 4 septembre 2016, attaque à la prison d'Osny, Bilal Taghi, détenu franco-marocain, purgeant une peine de cinq ans de prison pour avoir tenté d'aller faire le jihad en Syrie, blesse grièvement deux surveillants[44]. Il est condamné à 28 ans de prison.
- Le 4 septembre 2016, un attentat terroriste avorté a lieu devant Notre-Dame de Paris à l'aide d'une voiture piégée par un commando de trois femmes, commanditées par Daech. Les accusées sont condamnées de 20 à 30 ans de prison.

### 2017
- Le 3 février 2017, attaque contre des militaires au Carrousel du Louvre à Paris, par Abdalla El Hamahmi, égyptien islamiste radicalisé, fait deux blessés[45]. Il est condamné à trente ans de prison.
- Le 18 mars 2017, un homme, Ziyed Ben Belgacem, s'empare de l'arme d'une militaire à Orly avant d'être abattu. Même s'il a affirmé au moment de son geste vouloir « mourir par Allah »[46] et a été signalé pour « radicalisation » lors d’un séjour en prison en 2011-2012, ses motivations restent floues (il ne souhaitait plus retourner en prison) et le lien avec le terrorisme islamiste non démontré[47].
- Le 20 avril 2017, un homme, Karim Cheurfi, ouvre le feu à l'arme automatique sur des policiers le long de l'avenue des Champs-Élysées, vers 21 heures, L'un d'entre eux est tué pendant l'attaque, deux autres ainsi qu'une passante sont blessés. L'assaillant est abattu et l'État islamique revendique l'attaque dans la soirée[48],[49].
- Le 6 juin 2017, un homme attaque avec un marteau un policier et le blesse légèrement devant la cathédrale Notre-Dame de Paris. Les policiers répliquent et le blessent. L'assaillant, Farid Ikken, un Algérien de quarante ans, ancien journaliste disposant d'un visa étudiant, se déclare « soldat du califat »[50]. Il est condamné à trente ans de prison en appel[51].
- Le 19 juin 2017, un homme armé percute un fourgon de la Gendarmerie sur les Champs-Élysées[52]. Aucun mort n'est à déplorer, excepté l'assaillant, Adam Djaziri un fiché S. Le 13 juillet, l'État islamique revendique l'attaque[53].
- Le 9 août 2017, attaque à la voiture bélier qui blesse six militaires à Levallois-Perret en région parisienne[54]. L'assaillant plaide l'accident mais est reconnu coupable de tentatives d'assassinats et condamné à trente ans de prison en appel[55].
- Le 15 septembre 2017, un homme armé d'un couteau attaque un militaire en patrouille à la station de métro Châtelet à Paris. L'auteur tient des propos faisant référence à Allah : « Allah akbar, vous êtes des mécréants »[56].
- Le 30 septembre 2017, attentat manqué de la rue Chanez, un important dispositif explosif artisanal est retrouvé dans un immeuble d'habitation. Trois accusés sont condamnés à des peines allant de huit à trente ans de prison.
- Le 1er octobre 2017, un Tunisien en situation irrégulière connu pour différents crimes égorge deux jeunes femmes dans la gare Saint-Charles à Marseille avant d'être abattu par des militaires de l'opération Sentinelle. L'attaque est revendiquée par l'État islamique[57],[58].

### 2018

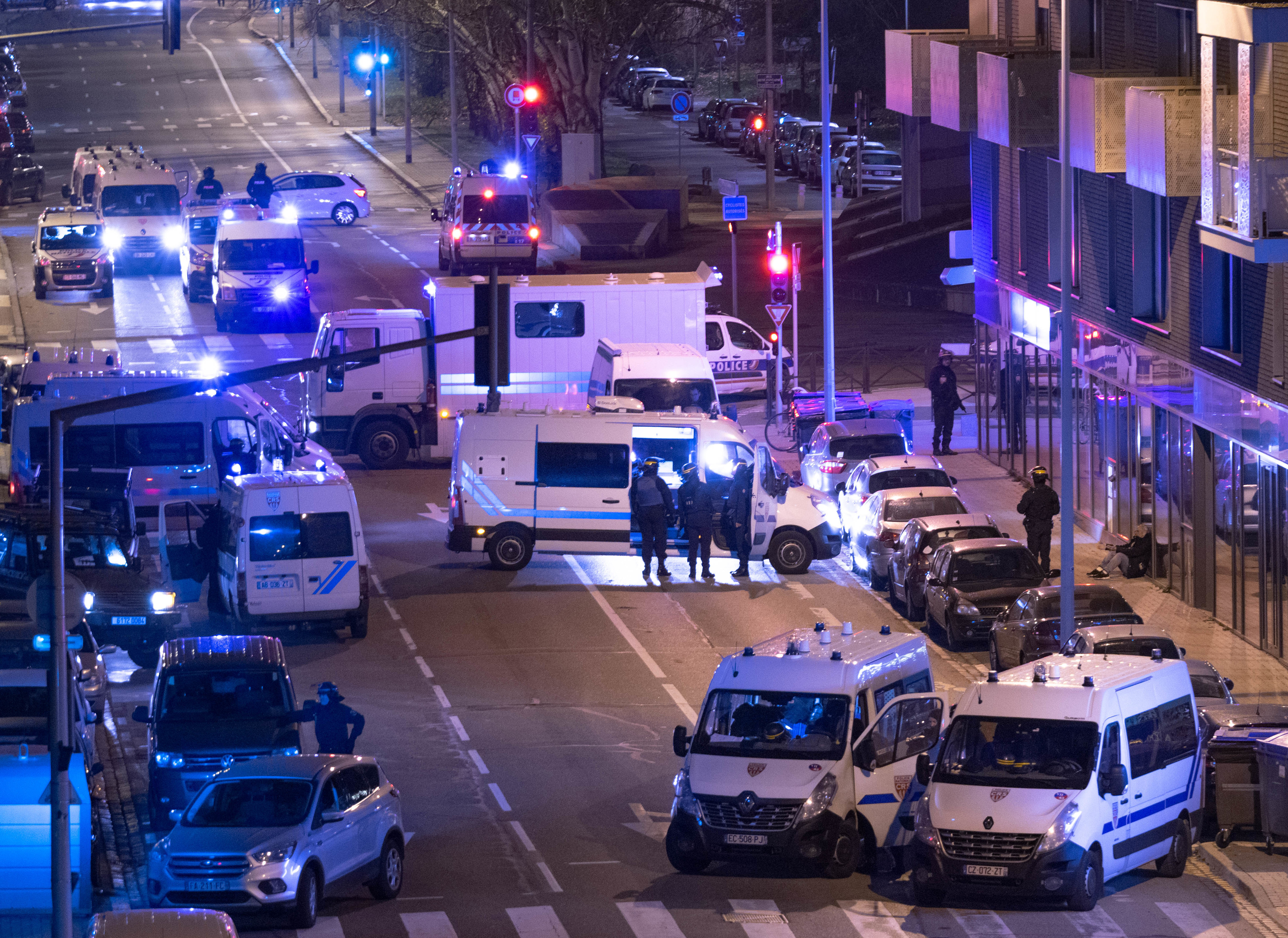
Attentat du marché de Noël de Strasbourg.

- Le 11 janvier 2018, attaque à la prison de Vendin-le-Vieil, un détenu au passé terroriste, attaque au couteau des surveillants, faisant quatre blessés. Il est condamné à vingt ans de prison.
- Le 23 mars 2018, un homme tue quatre personnes dont Arnaud Beltrame, lors d’attaques et une prise d'otage dans un supermarché dans l'Aude, à Carcassonne et Trèbes. L'homme, qui est par la suite abattu, est un Franco-Marocain se réclamant de l'État islamique, qui revendique l'attentat le jour même[59].
- Le 12 mai 2018 à Paris, un individu attaque à l'arme blanche des passants en criant « Allah Akbar », il tue une personne, en blesse quatre autres dont deux gravement[60], il se dirige ensuite vers une patrouille de police qui décide de l'abattre. L'attaque est revendiquée par l'État islamique[61]. Un ami du terroriste sera condamné en appel à quinze ans de prison pour association de malfaiteurs terroriste. C'est la première attaque impliquant la communauté tchétchène[62].
- Le 11 décembre 2018 dans la soirée, à proximité du marché de Noël de Strasbourg, un homme déambule dans les rues du centre-ville, tue cinq passants et en blesse une dizaine d'autres. L'assaillant, un Franco-Algérien de 29 ans, est abattu le 13 décembre à Strasbourg par la police. L'attaque est revendiquée par l'État islamique.

### 2019
- Le 5 mars 2019, attentat de la prison de Condé-sur-Sarthe, trois personnes, dont un terroriste, sont blessées et un terroriste est mort lorsque deux surveillants pénitentiaires sont attaqués au couteau en céramique. L'auteur, qui a prêté allégeance à l'État islamique, est condamné à la perpétuité incompressible, tandis que trois de ses co-accusés sont également condamnés, dont un à la perpétuité.
- Le 24 mai 2019, attentat de la rue Victor-Hugo à Lyon, quatorze blessés. L'auteur reconnaît avoir prêté allégeance à l'État islamique[63]. Il est condamné à la prison à vie.
- Le 3 octobre 2019, attentat de la préfecture de police de Paris, quatre policiers ont été tués dans une agression au couteau de cuisine à la préfecture de police de Paris par un individu qui y travaillait. Il est abattu par la police. Il était converti à l'islam depuis 2008[64], le parquet national antiterroriste s'est saisi de l'affaire[65]. En février 2020, les enquêteurs confirment la piste terroriste[66],[67],[68].

## Années 2020

### 2020

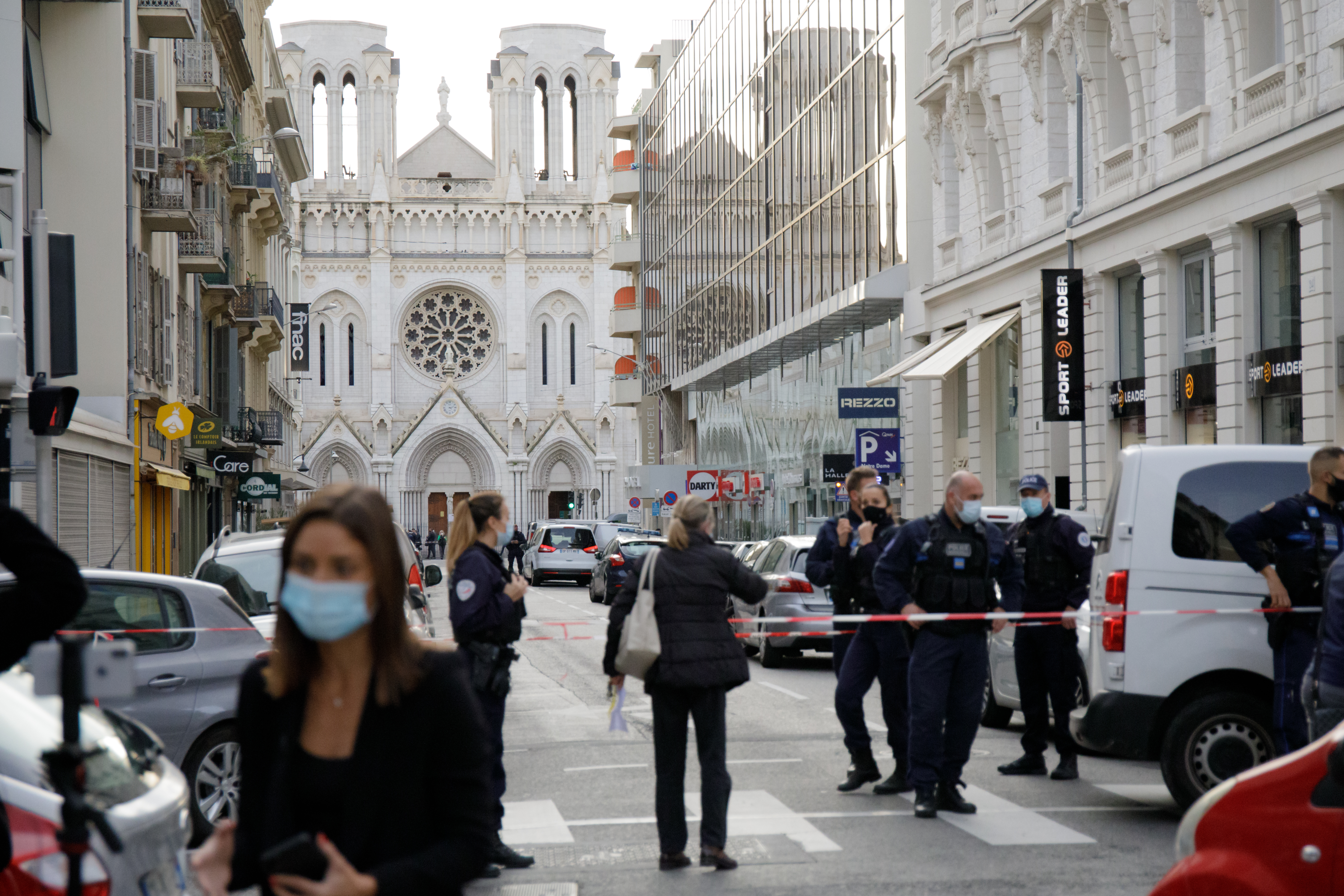
Attentat de la basilique Notre-Dame de Nice.

- Le 3 janvier 2020, dans le parc des Hautes-Bruyères à Villejuif, un jeune homme de 22 ans, attaque à l'arme blanche des passants, en répétant « Allah Akbar », tuant un homme et blessant gravement deux femmes. L'individu sera par la suite tué par une patrouille de policiers. Le jeune homme récemment converti à l'islam, souffrait de troubles psychiatriques[69].
- Le 5 janvier 2020, un individu connu de la DGSI et fiché S, armé d'un couteau et criant « Allah Akbar », est interpellé à Metz après avoir tenté d'agresser des policiers[70]. La section antiterroriste ne s'est pas saisie de l'enquête.
- Le 4 avril 2020, à Romans-sur-Isère, un réfugié soudanais, Abdallah Ahmed-Osman, crie « Allah Akbar », tue au couteau deux passants et en blesse cinq autres, leur demandant s'ils sont de confession musulmane.
- Le lundi 27 avril 2020, en fin d’après-midi à Colombes (Hauts-de-Seine), le conducteur d’une voiture a percuté volontairement deux motards de la police à vive allure, les blessant gravement. L'auteur a fait allégeance à l'État islamique. Il est condamné à 24 ans de prison.
- Le vendredi 25 septembre 2020, deux personnes sont grièvement blessées à l'arme blanche près des anciens locaux du journal Charlie Hebdo. L'assaillant de nationalité pakistanaise agit dans le contexte de la republication des caricatures de Charlie Hebdo qu’il n’a pas supportée et sous l'influence du prédicateur Khadim Hussain Rizvi. Il est condamné à trente ans de prison.
- Le 16 octobre 2020, un enseignant, Samuel Paty, est décapité, rue du Buisson Moineau à Éragny (Val-d'Oise) à proximité du collège de Conflans-Sainte-Honorine (Yvelines) dans lequel il enseignait, car il avait montré lors d'un cours sur la liberté d'expression des caricatures de Mahomet. Son assassin (islamiste tchétchène de nationalité russe) est abattu par la police[71]. Un total de 14 accusés seront reconnus coupables dans deux procès, essentiellement pour complicité ou association de malfaiteurs.
- Le 29 octobre, un Tunisien tue trois chrétiens et en blesse plusieurs autres dans la basilique Notre-Dame-de-l'Assomption de Nice avant d’être arrêté par la police[72]. Il est condamné à la perpétuité incompressible.

### 2021
- Le 23 avril 2021, un Tunisien nommé Jamel Garchène tue une fonctionnaire de police, Stéphanie Monfermé, au commissariat de Rambouillet avant d’être abattu par la police[73].

### 2022
- Le 2 mars 2022, Yvan Colonna, emprisonné à Arles, est étranglé dans la salle de sport de la prison par un islamiste pour avoir blasphémé Allah. Le parquet antiterroriste s'est autosaisi[74].
- Le 22 novembre 2022 à Annecy : un jeune homme de 22 ans fiché S a attaqué un policier en criant Allah Akbar lors de sa garde à vue au commissariat d'Annecy, il a été mis en examen pour violences volontaires sur personne dépositaire de l'autorité publique, en relation avec une entreprise terroriste. Le parquet national antiterroriste est saisi[75].

### 2023
- Le 13 octobre : attaque au couteau du lycée Gambetta d'Arras, un individu fiché S, de nationalité Ingouche, égorge le professeur Dominique Bernard dans le lycée Gambetta. Il blesse trois autres personnes dont deux passent par un état d'extrême urgence à l'hôpital. Le parquet antiterroriste est saisi. L'individu a prêté allégeance à l'État islamique[76].
- Le 2 décembre : attentat du pont de Bir-Hakeim, un individu fiché S pour islamisme radical a attaqué plusieurs passants non loin de la Tour Eiffel à Paris, faisant un mort et deux blessés. Déjà condamné en 2016 à quatre ans de prison pour un projet d’attentat avorté, il est sorti de prison en 2020[77].

### 2024
- le 17 juillet : attaque du 17 juillet 2024 à La Ferté-Bernard, un islamiste radicalisé blesse un chauffeur de taxi au cou à l'aide d'une arme blanche à La Ferté-Bernard. Le parquet national antiterroriste se saisit des faits et ouvre une enquête pour « tentative d’assassinat en relation avec une entreprise terroriste », « enlèvement et séquestration en relation avec une entreprise terroriste », « association de malfaiteurs terroriste en vue préparer des crimes d’atteinte aux personnes » et précise que lors de l'attaque, l’individu a tenu « des propos favorables au Hamas » et aux « Frères musulmans »[78].

### 2025
- Le 25 janvier : attaque du 25 janvier 2025 à Apt, un individu fiché S pour islamisme radical a attaqué au couteau plusieurs personnes dans un centre commercial a Apt, faisant deux blessés. Le parquet national antiterroriste est saisi[79].
- Le 22 février : attaque au couteau à Mulhouse, un assaillant connu par les services de renseignement pour terrorisme et sa radicalisation islamiste attaque à proximité du marché du canal couvert, en plein cœur d'un quartier populaire de la ville et en marge d'une manifestation de soutien au Congo qui fait un mort et au moins cinq blessés dont deux graves[80],[81]. L'assaillant a crié « Allah Akbar » et blessent des policiers municipaux puis un civil qui s'interposaient, précise le parquet[82].